# آتش‌فشان کایمونداکه
آتش‌فشان کایمونداکه (به ژاپنی: 開聞岳) یک کوه آتش‌فشان قدیمی در غرب ژاپن است ارتفاع این کوه ۹۲۲ متر است و آخرین فوران آن در سال ۸۸۵ میلادی بوده‌است.

## نگارخانه

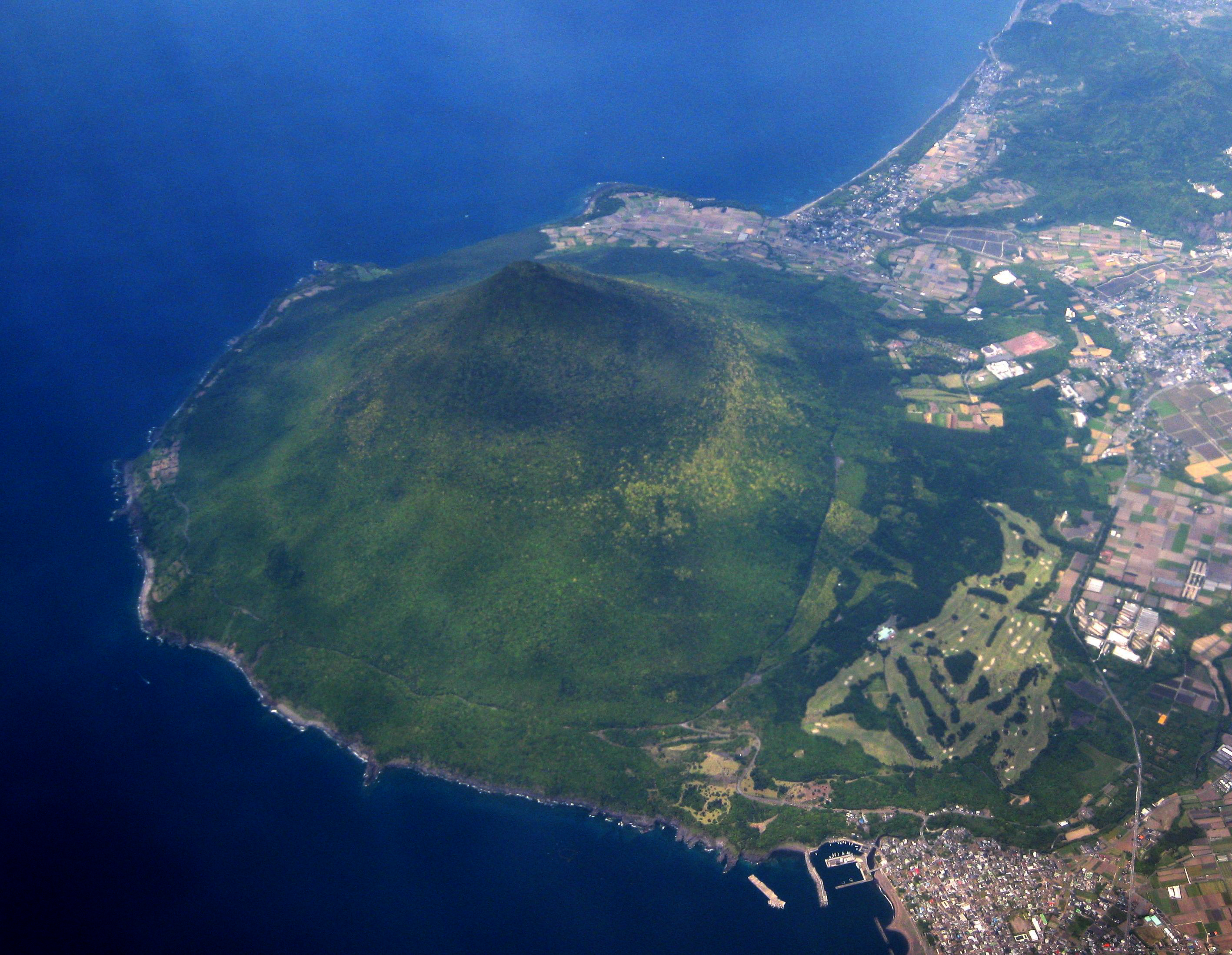
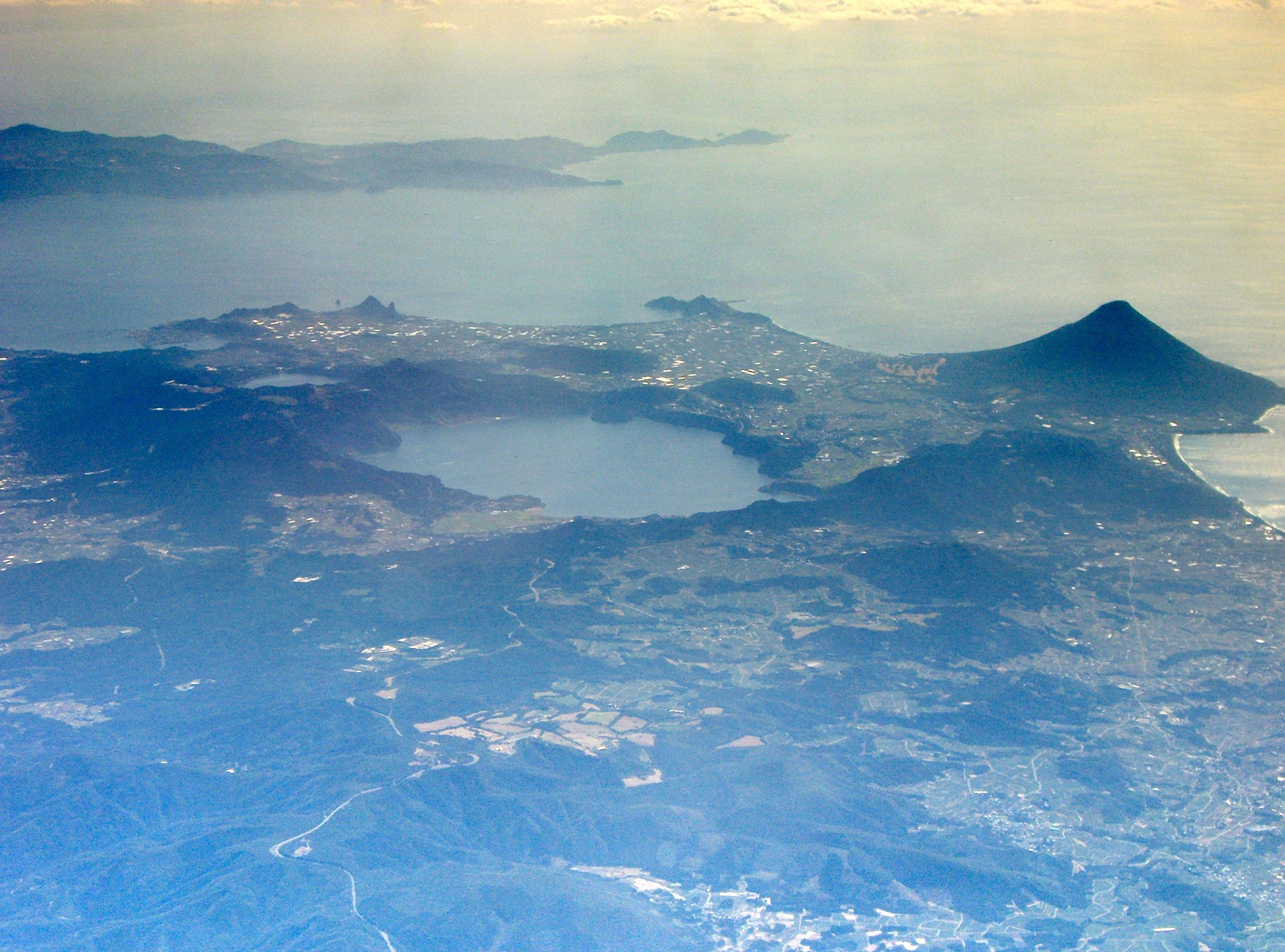